# Edifici Xapa
L'edifici Xapa situat en la Gran Via del Marqués del Túria, núm. 63, 65, 67 de Ciutat de València (València) és, sens dubte, un dels grans edificis de l'Eixample valencià, que desenvolupa amb ordre exemplar el front de la Gran Via de l'illa entre el carrer del Comte de Salvatierra i la plaça de Cánovas. Projectat pels arquitectes Antonio Martorell Trilles i Emilio Ferrer Gisbert, va ser construït en 1916.
Degut al fet que inclou un xamfrà complet i tota la concavitat de Cánovas, la seua longitud de façana s'acosta als 200 m, el que confereix a l'actuació una magnitud urbanística considerable.
Les cinc plantes contínues sense ruptures ni canvis, s'adapta tant a les amplàries dels carrers transversals (Comte de Salvatierra i Gravador Esteve), com a l'oval de Cánovas, com a l'ample de la Gran Via (50 m). Únicament en el xamfrà de Comte de Salvatierra, el nombre de plantes passa a ésser de sis, però ací, espentada la composició cap amunt pel gran portal d'entrada centrat en l'eix del xamfrà, és la mateixa composició arquitectònica la qual justifica l'elevació, en el punt just que es realitza.
Es tracta d'un conjunt de cinc plantes en el qual els baixos són comercials i la resta, residencial. Es parteix d'un esquema de planta, amb escales centrades a les quals recauen dos habitatges grans per planta, que se serveixen de corredor perpendicular a alineació del carrer per a estructurar estances diürnes a façana principal, nocturnes a pati d'illa i de servei en l'intermedi, il·luminades i ventilades per celoberts.
La llarga façana es caracteritza per la seua unitat, basada en una seriació de buits verticals que inclouen les plantes baixes. La composició es basa en la diferenciació entre la base, formada per les dues plantes inferiors que presenten afranjat horitzontal del parament, imposta de forjat en l'arrencada de la planta segona, que té funció i referència de planta principal, de la qual arranquen així mateix els miradors enclavats en els canvis de plànol de la plaça i del xamfrà. Les dues plantes superiors mantenen la composició de les balconades i la rematada és plana, acabada superiorment amb una línia sinuosa fins a les rematades especials de cantons, que queden molt peraltades en forma de pinta perforada.
L'estructura està formada per murs de càrrega i pilars de rajola massissa, forjats de bigueta metàl·lica i motlades ceràmiques, façana revestida d'estuc, fusteries de fusta i persianes valencianes enrotllables.
El conjunt respira un aire modernista implicat amb alguns components més geomètrics derivats de la Sezession i constitueix una fita arquitectònica i urbana en aquest caracteritzat lloc de l'Eixample.